# Іст-Віллістон (Флорида)
Іст-Віллістон (англ. East Williston) — переписна місцевість (CDP) в США, в окрузі Леві штату Флорида. Населення — 780 осіб (2020).

## Географія
Іст-Віллістон розташований за координатами 29°23′18″ пн. ш. 82°24′59″ зх. д. / 29.38833° пн. ш. 82.41639° зх. д. (29.388353, -82.416477).  За даними Бюро перепису населення США в 2010 році переписна місцевість мала площу 7,79 км², уся площа — суходіл.

## Демографія
Згідно з переписом 2010 року, у переписній місцевості мешкали 694 особи в 262 домогосподарствах у складі 168 родин. Густота населення становила 89 осіб/км².  Було 303 помешкання (39/км²).
Расовий склад населення:
| - 80,4 % — чорних або афроамериканців - 18,6 % — білих |

До двох чи більше рас належало 1,0 %. Частка іспаномовних становила 4,6 % від усіх жителів.
За віковим діапазоном населення розподілялося таким чином: 23,3 % — особи молодші 18 років, 62,6 % — особи у віці 18—64 років, 14,1 % — особи у віці 65 років та старші. Медіана віку мешканця становила 40,8 року. На 100 осіб жіночої статі у переписній місцевості припадало 93,3 чоловіків;  на 100 жінок у віці від 18 років та старших — 89,3 чоловіків також старших 18 років.
Середній дохід на одне домашнє господарство  становив 54 760 доларів США (медіана — 60 156), а середній дохід на одну сім'ю — 51 695 доларів (медіана — 59 125). Медіана доходів становила 29 362 долари для чоловіків та 37 194 долари для жінок. За межею бідності перебувало 15,5 % осіб, у тому числі 57,0 % дітей у віці до 18 років та 0,0 % осіб у віці 65 років та старших.
Цивільне працевлаштоване населення становило 220 осіб. Основні галузі зайнятості: будівництво — 40,0 %, освіта, охорона здоров'я та соціальна допомога — 26,8 %, публічна адміністрація — 22,3 %.